# Operacja Denkera
Operacja Denkera – zabieg chirurgiczny stosowany w laryngologii do radykalnego leczenia guzów umiejscowionych w dolnej części jamy nosowej lub zatoki szczękowej. Podobnie jak w operacji Caldwella-Luca wycina się otwór w przedniej ścianie zatoki szczękowej, nacinając wcześniej błonę śluzową przedsionka jamy ustnej. Następnie otwór poszerza się łącząc go z otworem gruszkowatym oraz usuwa się część małżowiny nosowej dolnej. Daje to dobre dojście do wnętrza jamy nosowej i pozwala na delikatne usunięcie guza w całości.